# Chartreuse de Vallon
La chartreuse de Vallon (latin Vallonis, Valo) ou prieuré Sainte Marie de Vallon (latin Prior de Bella valle) est un ancien monastère de l'ordre des chartreux. Il a été fondé au début du XIIe siècle à Bellevaux, dans le Chablais, aujourd'hui dans le département de la Haute-Savoie, en région Auvergne-Rhône-Alpes.
Le couvent était placé sous le patronage de Sainte Marie. La chapelle Saint-Bruno de Bellevaux, construite à partir de 1651, marque l'emplacement de l'ancienne église conventuelle.

## Nom
Le nom de la chartreuse prend celui d'un vallon désert, heremus Valonis, où Vallon (latin Vallonis, Valo), qui désigne une petite vallée.

## Géographie
Le monastère est installé dans la vallée du Brevon (Beuvron), appelée aussi « dranse de Bellevaux », « dranse du Sud » ou « rivière d'Enfer » dans le Régeste genevois. La vallée s'étend en dessous du Roc d'Enfer, qui localement est appelé la pointe d’Oïl, en patois la Penta d’Oël (« la pointe de l’aigle »). Il est situé à 4 lieues au sud de Thonon.
L'ancienne chartreuse s'est développée dans un premier temps au « sud sur le territoire de Vallon », sur la rive droite du Brevon, appelé également Dranse de Bellevaux, qui se trouve en Chablais. Les moines s'installent dans la vallée du Vallon, mentionnée comme heremus Valonis au lieu-dit Génicot (aujourd’hui dit L’Abbaye),. Ils déménagent ensuite pour s'installer sur l'autre rive du torrent, située en Faucigny, au lieu-dit la Chrèvre.
La chartreuse appartenait au diocèse de Genève, devenue aujourd'hui le diocèse d'Annecy.

## Histoire

### Fondation
En 1136, des moines bénédictins de Saint-Jean de Genève s'installent à la demande des seigneurs de Ballaison, Langin et Cervens à Bellevaux. Cette donation marque la naissance du prieuré de Bellevaux sur la rive droite du Brevon.
En 1138, les mêmes seigneurs — Gérold de Langin, Pierre de Ballaison et Pierre de Cervene (Cervens) — font un don cette fois-ci à l'ordre des Chartreux afin de s'établir sur des terres « qualifiées de désertes » de Vallon, (heremus Valonis). La même année, le seigneur de Faucigny, Aymon de Faucigny fait un don à la chartreuse, « l'Alpe dite Foron, moyennant un cheval acheté 190 sols, monnaie genevoise ». Hugues est mentionné comme prieur,.
Les moines recevront des libéralités de la part des dynasties locales, la maison de Savoie et celle de Faucigny. Les moines de l'abbaye d'Aulps lèguent leurs possessions dans la vallée. Aymon de Faucigny fait de nombreux dons à la communauté chartreuse, notamment l'« alpe dite Somènes, avec les prés, pâturages et cours d'eau qui en dépendent », puis « tous les pâturages compris dans sa seigneurie, à l'exception de ceux qu'il a précédemment donnés à l'abbaye de Sixt. Il attribue à Vallon ceux qui se trouvent au nord de l'Arve, et au Reposoir ceux qui sont au midi de cette rivière ». Lors de son départ pour la deuxième croisade au côté du comte Amédée III en 1147, le baron Aymon Ier de Faucigny fait une donation à la chartreuse, mais à la condition que la chartreuse s'installe sur les possessions du baron. Les chartreux déménageront de la rive droite, située en Chablais, vers l'autre rive, située en Faucigny, où se développera la nouvelle chartreuse. La nouvelle chartreuse, à son retour de croisade trois ans plus tard, est un édifice de 110 mètres sur 60 mètres. Aimon II de Faucigny poursuit ce soutien au monastère en 1218 et en 1221).
La première installation est réalisée en bois. La communauté rassemble un « prieur, sept moines prêtres et trois frères convers» et compte une douzaine de cellules.
Malgré la présence des deux ordres, la paroisse de Bellevaux est attachée à l'abbaye bénédictine de Saint-Martin d'Ainay (aujourd'hui un quartier de Lyon), par une bulle pontificale de 1250.
Des familles de paysans s'installent à proximité du monastère afin de travailler pour les moines (agriculture, défrichement).
Le domaine des chartreux étant consacré à la prière, il est séparé symboliquement du reste de la vallée par une chaîne au lieu-dit Le Rocher de Porte.

### Vie du monastère
En 1208, le monastère compte un « prieur, sept religieux prêtres et trois frères convers ».
En 1222, le comte Thomas Ier de Savoie devient l'avoué de la chartreuse.
Dans son testament de mai 1268, le comte Pierre II de Savoie lègue une somme aux  chartreuses d'Oujon, de Pomier, du Reposoir et de Vallon.
La gestion de ce patrimoine est donnée en albergement « à onze chefs de famille » habitants le hameau de Vallon, selon un acte du 2 juillet 1426.
À la suite de l'invasion bernoise en 1536, la Réforme est imposée dans le Chablais, les terres des deux monastères sont données en 1547 selon la répartition suivante : ce qui relève du prieuré de Genève est donné au Consistoire de Genève, le reste passe sous le contrôle bernois. La chartreuse est détruite,. Ruinée, certains éléments ont été incorporés dans les édifices locaux. Le portail de l'église a servi au temple protestant d'Habère-Lullin lors de l'occupation bernoise, avant d'être démonté pour être installé à « l'entrée de la Maison des Arts de Thonon ».
En 1608, les chartreux retrouvent leurs possessions de leurs terres, mais ne peuvent plus loger dans les bâtiments dégradés ou disparus,,. Ils s'installent dans une maison située à Génicot.
Claude Châtelain et Georges Baud observent dans leur ouvrage sur la commune que « “La conduite assez “libérale” de la chartreuse et du prieuré à l’égard de leurs sujets donna une plus-value aux terres et de meilleures conditions de vie aux habitants, et ne créa pas de psychose de persécution ; elle favorisa une foi adulte dont les effets se font toujours sentir. » Toutefois, au  XVIIe siècle, des tensions naissent entre les chartreux et les communiers (association des bénéficiaires de l'albergement). Ces derniers tendent à refuser la domination temporelle des moines et réclament l'intervention de l'évêque. François de Sales décide du transfert des lieux des chartreux, en raison notamment de la vétusté, dans le prieuré de Ripaille, tout en l'unifiant à la chartreuse de Pierre-Châtel, en 1623,.

### Période contemporaine
En 1782, les habitants de Vallon s’affranchissent des droits.
À l'ancien emplacement de l'église, les chartreux ont édifié une chapelle dédiée à saint Bruno,. Elle est abandonnée, puis reconstruite à de nombreuses occasions. Elle devient la propriété de la commune de Bellevaux en 1905. L'église possède un chœur tourné légèrement vers le sud. La « clef du portail porte la date 1611 ».
Les lieux sont vendus durant l'occupation du duché de Savoie par les troupes révolutionnaires françaises.
À proximité, le lac de Vallon s'est formé à la suite d'un éboulement, en 1943. Une association « Chartreuse de Vallon-Bellevaux » est fondée en 1971, afin de défricher et de sauvegarder ce qui reste des ruines de l’ancienne chartreuse.
Des fouilles dans les années 1970-1980 ont permis de retrouver « le passage qui, longeant le chœur, conduisait [...] de grand cloître à l'église. »

## Possessions
Installés sur la rive gauche du torrent, la seigneurie des chartreux est comprise entre ce qui correspondant aujourd'hui aux alentours du lac de Vallon et s'étend jusqu’au pied du Roc d'Enfer.
La chartreuse possède des terres le long de la vallée du Risse dans les paroisses de Bellevaux, de Mieussy et de Mégevette, ainsi qu'à La Côte-d'Arbroz dans le Haut-Chablais. Ils possèdent également des propriétés à Thonon.

## Prieurs
La documentation rassemblée dans le Régeste genevois (1866) mentionne plusieurs prieurs :
- Hugues, semble présent dès 1136-37[7],[8] ;
- Jean ;
- Laurent, dès 1184 ;
- Pierre, en 1210 ;
- Aimon, dès 1221 ;
- Willelme, dès 1224 ;
- Aimon, en 1267 ;
- Pierre, en 1305 ;

### Régeste genevois(1866)
(section « Bibliographie »)